# Shōhei Hino
Shōhei Hino (火野　正平, Hino Shōhei), né le 30 mai 1949 à Tokyo et mort le 14 novembre 2024, est un acteur et chanteur japonais.

## Biographie
Shōhei Hino devient célèbre avec la série télévisée Kunitori monogatari diffusée en 1973 sur la chaîne NHK. En 1974, il fait ses débuts au cinéma dans Orenochi wa taninnochi de Toshio Masuda. En 2012, il interprète le rôle du Premier ministre Hideki Tōjō dans le film Crimes de guerre de Peter Webber. 

## Filmographie partielle

### Cinéma
- 1974 : Orenochi wa taninnochi (俺の血は他人の血?) de Toshio Masuda
- 1979 : La vengeance est à moi (復讐するは我にあり, Fukushū suru wa ware ni ari?) de Shōhei Imamura : Jun'ichirō Yoshitake
- 1979 : Sanada Yukimura no bōryaku (真田幸村の謀略?) de Sadao Nakajima
- 1981 : Eijanaika (ええじゃないか?) de Shōhei Imamura : Magohichi
- 1981 : Gozu (極道恐怖大劇場 牛頭 ＧＯＺＵ, Gokudō kyōfu dai-gekijō : Gozu?) de Takashi Miike : Nose
- 1984 : Hissatsu ! (必殺 !?) de Masahisa Sadanaga
- 1986 : Gonza le lancier (近松門左衛門 鑓の権三, Chikamatsu Monzaemon: Yari no gonza?) de Masahiro Shinoda
- 1999 : Fukurō no shiro (梟の城?) de Masahiro Shinoda
- 2010 : Hana to hebi 3 (花と蛇3?) de Yusuke Narita
- 2012 : Crimes de guerre (Emperor) de Peter Webber : Hideki Tōjō
- 2014 : The Light Shines Only There (そこのみにて光輝く, Soko nomi nite hikari kagayaku?) de Mipo O : Matsumoto
- 2017 : Legend of the Demon Cat (妖猫传, Yāo Māo Zhuàn) de Chen Kaige
- 2020 : Fukushima 50 de Setsurō Wakamatsu : Omori Hisao

### À la télévision
- 1973 : Kunitori monogatari : Toyotomi Hideyoshi
- 1977 : Shin hissatsu shiokinin :  Shōhachi
- 1980 : Shadow Warriors (服部半蔵 影の軍団, Hattori Hanzō: Kage no gundan?) : Daihachi

## Doublage
- 2023 : Le Garçon et le Héron (君たちはどう生きるか, Kimi-tachi wa dō ikiru ka?) de Hayao Miyazaki